# Sekundärhaftung
Die Sekundärhaftung ist eine Erweiterung des Haftungssystems in besonderen schuldrechtlichen Bereichen, da alleine die gesetzlichen Vorschriften diesem nicht gerecht werden. Die Rechtsprechung erweiterte deswegen das Haftungssystem auf die sogenannte Sekundärhaftung. Besondere Bedeutung erlangte die Sekundärhaftung dabei im Dienstleistungsbereich der freien Berufe.

## Sekundärhaftung beim Rechtsanwalt
Erleidet ein Mandant aufgrund einer fehlerhaften Rechtsberatung einen Schaden, so steht ihm gegen den jeweiligen Rechtsanwalt ein (primärer) Schadensersatzanspruch zu. Dieser ergibt sich aus der Schlechterfüllung des Beratungsvertrages. Gleiches gilt für Steuerberater, Wirtschaftsprüfer und Patentanwälte.
Die Sekundärhaftung geht auf eine Entscheidung des Reichsgerichts zurück. Hiernach ist der Rechtsanwalt verpflichtet, auf eine etwaige Eigenhaftung hinzuweisen. Sobald der Rechtsanwalt also erkennt, dass er fehlerhaft beraten hat, muss er seinen Mandanten hierauf und auf die Verjährungsfrist hinweisen.
Hat der Rechtsanwalt diesen Hinweis unterlassen, so gilt die sog. Sekundärhaftung. Versäumt der haftpflichtige Anwalt es schuldhaft, steht dem Geschädigten ein Sekundäranspruch zu, der sich darauf richtet, so gestellt zu werden, als wäre die Verjährung des primären Schadensersatzanspruchs nicht eingetreten. Der Rechtsanwalt ist also verpflichtet, seinen Mandanten ungefragt auf Beratungsfehler hinzuweisen. Das Unterlassen dieses Hinweises stellt eine eigene Pflichtverletzung dar und begründet einen eigenen Schadensersatzanspruch.
Diese so genannte Sekundärhaftung (weil sie neben die primäre Mängelhaftung tritt) verjährt grundsätzlich eigenständig in der regelmäßigen Verjährungsfrist von drei Jahren ab dem Ende des Jahres, in dem der Anspruch entstanden und der Auftraggeber von den anspruchsbegründenden Umständen und der Person des Schuldners Kenntnis erlangt hat oder hätte erlangen müssen.
Die Pflicht zum Hinweis auf die drohende Verjährung des Schadensersatzanspruches wurde unter anderem mit § 51b BRAO begründet, welcher eine kenntnisunabhängige Verjährung anordnete. Diese Norm wurde aber im Nachklang zur Schuldrechtsmodernisierung mit Wirkung zum 15. Dezember 2004 aufgehoben. Es gilt nunmehr die kenntnisabhängige dreijährige Verjährungsfrist nach § 195 BGB beziehungsweise die kenntnisunabhängige nach § 199 Abs. 3 S. 1 Nr. 1 BGB zehnjährige Verjährungsfrist. Gleich lautende Regelungen wurden auch in anderen Berufszweigen aufgehoben, so § 45b PatAnwO für Patentanwälte, § 68 StBerG für Steuerberater und § 51a WPO, 323 Abs. 5 HGB für Wirtschaftsprüfer.
Durch die Aufhebung dieser Normen wird die Sekundärhaftung wohl nicht mehr vertreten werden können. Von der Rechtsprechung wurde bis dato keine Klärung herbeigeführt.
Es muss daher davon ausgegangen werden, dass die Sekundärhaftung keine aktuelle Fragestellung mehr ist, sondern zum rechtshistorischen Thema geworden ist. Dafür spricht, dass der Gesetzgeber in Art. 4 Nr. 1 unter Aufhebung von § 51 b BRAO (BT Drucks. 15/ 3653, S. 14) ausführt: „Für die von der Rechtsprechung entwickelte verjährungsrechtliche Sekundärhaftung besteht nach der Neuregelung kein Bedürfnis mehr.“ Entsprechend wurde in den letzten Jahren kein Urteil mehr bekannt, in dem auf das Institut der Sekundarhaftung zurückgegriffen wurde.

## Sekundärhaftung in anderen Rechtsgebieten
Auch in anderen Rechtsgebieten, Bau- bzw. Architektenrecht ist eine Sekundärhaftung vorgesehen. Er kann jedoch nicht auf beliebige Gebiete bzw. Berufsgruppen übertragen werden. So besteht beispielsweise für ein Wertpapierdienstleistungsunternehmen wie eine Bank keine Sekundärhaftung, wenn Informations- oder Beratungspflichten verletzt wurden. Anders verhielte sich der gleiche Beratungsfehler bei einem Rechtsanwalt oder Steuerberater, siehe oben.
Bei einem Architekten kommt es nur dann zur Sekundärhaftung, wenn ihm auch die Leistungsphase 9 im Sinne des § 15 HOAI übertragen wurde. Andernfalls kommt es nicht zum Ausschluss der Verjährungseinrede beim unterlassenen Hinweis auf eventuelle Gewährleistungsansprüche.
Der Bundesgerichtshof (BGH) hat in einem Urteil vom 10. Dezember 2009 (Az.: VII ZR 42/08) die Pflichten bezüglich der Sekundärhaftung weniger streng beurteilt als bei anderen Berufsgruppen. Die Pflichten der Wirtschaftsprüfer im jeweiligen Jahresabschluss und in den diesbezüglichen Unterlagen würden sich nur auf die Beratung und Prüfung beschränken.